# Karel Blažej Kopřiva
Karel Blažej Kopřiva (9. února 1756 Cítoliby – 15. května 1785 Cítoliby) byl český hudební skladatel, varhaník a regenschori.

## Život
Jednalo se o jedno z 11 dětí hudebního skladatele Václava Jana Kopřivy. Patřil mezi významné žáky známého skladatele a varhaníka Josefa Segera. Od mládí trpěl tuberkulózou, na kterou ve 29 letech zemřel. Celý svůj život působil v Cítolibech. Během svého života složil celkem 12 symfonií (do dnešních dob se nedochovaly), osm varhanních koncertů (do dnešních dob se dochoval pouze jeden jediný). Dále složil řadu drobnějších skladeb převážně z oblasti církevní hudby – jednalo se o mše, rekviem, ofertoria, moteta, árie, varhanní preludia, fugy.
Jeho hudební odkaz zpopularizoval a vědecky prozkoumal český hudební skladatel a muzikolog Zdeněk Šesták.
V jeho rodných Cítolibech působí Nadace Karla Blažeje Kopřivy.
Část jeho díla je uložena v depozitářích Regionálního muzea K. A. Polánka v Žatci.

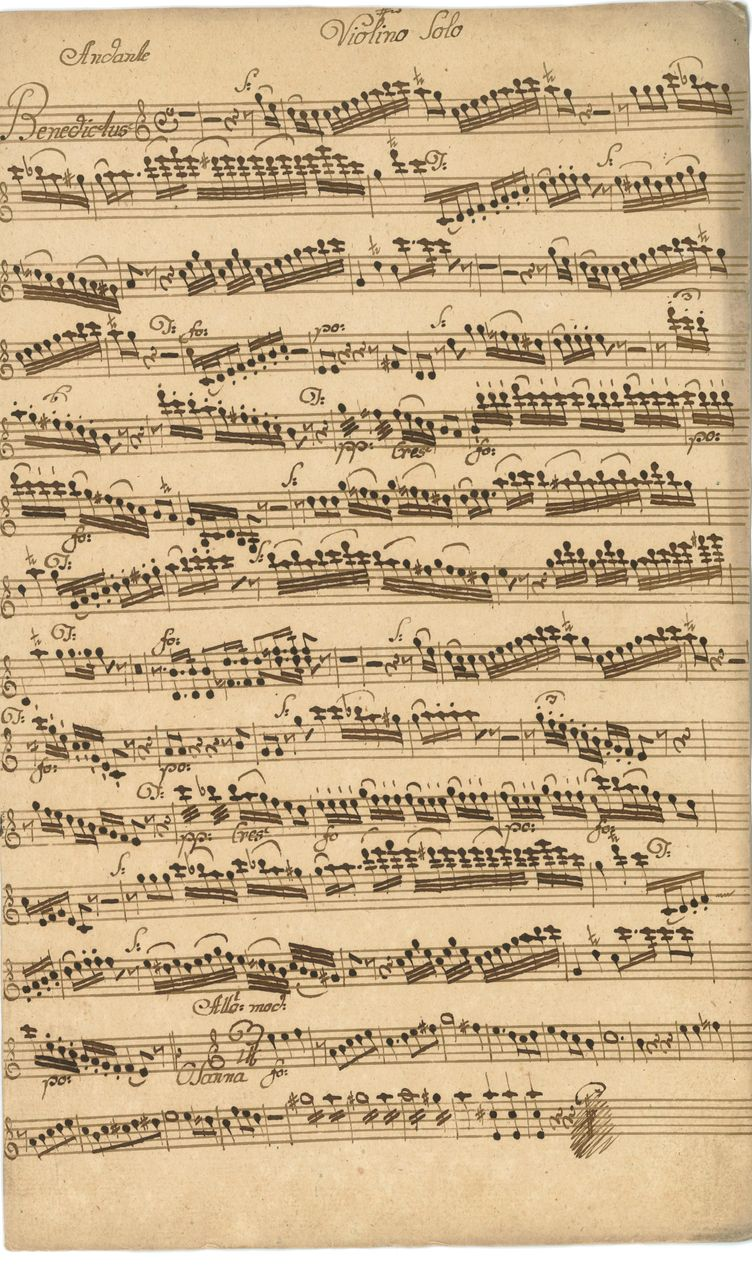
Autograf části mše e-moll Karla Blažeje Kopřivy

## Dílo (výběr)
- 12 symfonií (ztraceno)
- 8 varhanních koncertů (dochoval se jeden)
- Missa Solemnis in Dis
- Requiem in C
- Moteta: Dictamina mea (in Dis), Gloria Deo (in D), Veni sponsa Christi (in D)
- Offertorium O, magna coeli Domina (in C)
- Árie: Ah, cordi trito (in Dis), Amoenitate vocum (in D), Quod pia voce cano (in Dis), Siste ultricem dexteram (in B)

Varhanní skladby
- Prelude in C major
- Fugue-pastorella in C major
- Fugue in A flat major
- Fugue in F minor
- Fughetta after Handel in G major
- Fuga supra cognomen DEBEFE in D minor
- Fugue in A minor